# Sanditon (serie televisiva)
Sanditon è una serie televisiva anglo-statunitense creata da Andrew Davies. È basata sull'omonimo romanzo incompiuto di Jane Austen. Ambientata durante l'età della reggenza, la trama segue un'eroina giovane e ingenua mentre si fa strada nella nuova località balneare di Sanditon.
A causa della natura incompleta del romanzo - Jane Austen completò infatti solo undici capitoli insieme a parte di un dodicesimo - il materiale originale è stato utilizzato in prevalenza per la prima puntata, mentre quelle successive sono frutto dell'immaginazione dello stesso Davies. Il romanzo è ambientato in una città di mare durante un periodo di cambiamento sociale. Al momento della sua morte nel 1817 Austen aveva completato 24.000 parole del romanzo.

## Trama

### Prima stagione
Ambientata durante l'età della reggenza, la storia segue le vicende di Charlotte Heywood, una ragazza vivace appartenente alla piccola nobiltà di campagna. Quando Charlotte e i suoi fratelli portano in salvo i coniugi Tom e Mary Parker, vittime di un incidente dovuto all'alta velocità della loro carrozza, per riconoscenza essi la ospiteranno a casa loro, presso la nuova località di villeggiatura balneare di Sanditon. Tom Parker ha investito tutti i suoi averi nella costruzione di strutture a Sanditon, sperando che essa possa diventare una località alla moda frequentata dalla migliore società di Londra. A Sanditon vivono anche Arthur e Diana, fratello e sorella di Tom, entrambi ipocondriaci che si affidano alle cure del Dr. Fuchs. Un altro fratello di Tom, Sidney Parker, vive invece a Londra, e quando si reca a Sanditon, Charlotte se ne innamora. Lady Denham, ricca nobildonna e socia in affari di Tom, investe nei lavori e ha un atteggiamento autoritario nei confronti di Tom, ma anche dei suoi nipoti Clara Brereton, Edward e Esther Denham. Clara le fa da dama di compagnia, mentre Edward ed Esther vivono in una residenza in decadenza: i tre desiderano essere eredi di Lady Denham. A Sanditon vivono anche molti lavoratori di umili origini, tra di essi vi sono il costruttore Stringer e suo figlio James, innamorato di Charlotte. Nella cittadina viene indetto un ballo per stimolare l'accorrere di villeggianti della buona società di Londra, tra i quali vi sono Mr. Crowe e Lord Babington. Giunge poi a Sanditon Georgiana Lambe, di padre inglese e madre creola, ragazza rimasta orfana e affidata a Sidney Parker, suo tutore. Quest'ultimo cerca di fare in modo che la ragazza non finisca fra le braccia di cacciatori di dote, uno di essi potrebbe essere Otis Molyneux, di cui ella è innamorata. Charlotte diventa un'amica affezionata di Georgiana. La storia d'amore tra Charlotte e Sidney è interrotta dall'arrivo a Sanditon della ricca vedova Eliza Campion, ex fidanzata di Sidney decisa a riconquistarlo.

### Seconda stagione
Dopo la notizia della morte di Sidney, Charlotte Heywood torna a Sanditon otto mesi dopo la sua prima visita, accompagnata da sua sorella Alison. Sanditon è cambiata molto e c'è una grande eccitazione generale quando un reggimento di soldati arriva in città. Nel frattempo, Georgiana rifiuta ogni giorno tutti i suoi corteggiatori. Charlotte trova lavoro come istitutrice per il signor Colbourne e lotta per convincere le due ragazze a lei affidate a rispettarla.

### Terza stagione
Accompagnata dal suo nuovo fidanzato, Charlotte torna a Sanditon, ormai fiorente. È il 21º compleanno di Georgiana e, mentre l'attende una festa sontuosa, un imbarazzante ricongiungimento tra Charlotte e Alexander Colbourne solleva vecchi sentimenti e nuove domande. E non sono solo festeggiamenti per Georgiana, che è chiamata ad affrontare una nuova sorprendente sfida ma trova sostegno da fonti improbabili.

## Episodi
| Stagione         | Episodi | Prima TV originale | Prima TV Italia |
| ---------------- | ------- | ------------------ | --------------- |
| Prima stagione   | 8       | 2019               | 2020            |
| Seconda stagione | 6       | 2022               | 2022            |
| Terza stagione   | 6       | 2023               | 2023            |

## Personaggi e interpreti

### Principali
- Charlotte Heywood (stagioni 1-3), interpretata da Rose Williams, doppiata da Rossa Caputo.
Giovane ragazza brillante e curiosa appartenente alla piccola nobiltà. Arrivata a Sanditon, è entusiasta di scoprire tutto ciò che la località ha da offrire. In un primo momento si scontra con Sidney ma ne rimane sedotta. Al suo ritorno a Sanditon inizia a lavorare come istitutrice per il signor Colbourne.
- Sidney Parker (stagione 1), interpretato da Theo James, doppiato da Andrea Mete.
Affascinante uomo d’affari, fratello minore di Tom e tutore di Georgiana fino alla maggiore età. Inizialmente duro e scontroso, in seguito vede Charlotte con una nuova luce.
- Mary Parker (stagioni 1-3), interpretata da Kate Ashfield, doppiata da Giuppy Izzo.
Moglie di Tom.
- Georgiana Lambe (stagioni 1-3), interpretata da Crystal Clarke, doppiata da Emanuela Ionica.
Giovane ereditiera che ha fatto fortuna con il commercio dello zucchero. In seguito diventa un’amica fidata di Charlotte.
- Arthur Parker (stagioni 1-3), interpretato da Turlough Convery, doppiato da Paolo Vivio.
Fratello di Tom ipocondriaco che non intende sposarsi.
- Sir Edward Denham (stagioni 1-3), interpretato da Jack Fox, doppiato da Raffaele Carpentieri.
Nipote di Harry, il defunto marito di Lady Denham. In seguito entra nell'esercito e pianifica una vendetta contro Esther.
- Sig. Crowe (stagione 1), interpretato da Matthew Needham, doppiato da Dimitri Winter.
Amico di Sidney.
- Diana Parker (stagione 1), interpretata da Alexandra Roach, doppiata da Domitilla D'Amico.
Sorella di Tom che vive insieme ad Arthur.
- Clara Brereton (stagioni 1-2), interpretata da Lily Sacofsky, doppiata da Isabella Benassi.
Pupilla di Lady Denham. Dopo essere andata a letto con Edward per ingelosire Esther, ritorna a Sanditon incinta di lui.
- Lady Esther Babington nata Denham (stagioni 1-2), interpretata da Charlotte Spencer, doppiata da Giulia Catania.
Sorellastra di Edward attratta da lui. In lotta contro Clara per l’eredità di Lady Denham. In seguito sposa Lord Babington ma scopre di non poter avere figli.
- Lord Babington (stagione 1), interpretato da Mark Stanley, doppiato da Marco Vivio.
Amico di Sidney che si innamora di Esther.
- Tom Parker (stagioni 1-3), interpretato da Kris Marshall, doppiato da Christian Iansante.
Facoltoso imprenditore e architetto che sta ampliando Sanditon.
- Lady Denham, Louisa Brereton (stagioni 1-3), interpretata da Anne Reid, doppiata da Melina Martello.
Ricca aristocratica dedita al futuro di Sanditon.
- James Stringer (stagione 1), interpretato da Leo Suter, doppiato da Flavio Aquilone.
Capomastro nella costruzione di Sanditon, attratto da Charlotte.
- William Carter (stagione 2), interpretato da Maxim Ays.
Capitano del reggimento di soldati di stanza a Sanditon e interesse amoroso di Alison.
- Declan Fraser (stagione 2), interpretato da Frank Blake, doppiato da Manuel Meli.
Capitano segretamente innamorato di Alison. In seguito lascia l’esercito e sposa Alison.
- Alison Fraser nata Heywood (stagione 2, guest stagione 1), interpretata da Tessa Stephens (stagione 1) e da Rosie Graham (stagione 2), doppiata da Lucrezia Marricchi.
Sorella minore di Charlotte che accompagna la sorella al suo ritorno a Sanditon. Una volta scoperte le menzogne di William, si innamora di Declan e convola a nozze.
- Alexander Colbourne (stagioni 2-3), interpretato da Ben Lloyd-Hughes, doppiato da Davide Perino.
Avvenente ed enigmatico residente di Sanditon che vive recluso a seguito della morte della moglie.
- Charles Lockhart (stagione 2, guest stagione 3), interpretato da Alexander Vlahos.
Ritrattista anticonformista ed eccentrico che prova interesse verso Georgiana.
- Francis Lennox (stagione 2), interpretato da Tom Weston-Jones, doppiato da Fabrizio De Flaviis.
Colonnello eroe di guerra follemente innamorato di Charlotte.
- Lady Susan de Clement, nata Worcester (stagione 3, guest stagione 1), interpretata da Sophie Winkleman, doppiata da Rossella Izzo.
Donna benestante che consiglia Charlotte di non abbandonare il suo interesse verso Sidney.
- Ralph Starling (stagione 3, guest stagione 2), interpretato da Cai Brigden, doppiato da Alessandro Campaiola.
Fidanzato di Charlotte.
- Lady Montrose (stagione 3), interpretata da Emma Fielding, doppiata da Barbara De Bortoli.
Madre di Harry e Lydia alla ricerca di pretendenti benestanti per i suoi figli.
- Lord Harry Montrose, Duca di Buckinghamshire (stagione 3), interpretato da Edward Davis, doppiato da Lorenzo De Angelis.
Carismatico e sicuro di sè, viene istruito dalla madre a vincere la mano di Georgiana.
- Lady Lydia Montrose (stagione 3), interpretata da Alice Orr-Ewing.
Figlia bistrattata di Lady Montrose.
- Rowleigh Pryce (stagione 3), interpretato da James Bolam, doppiato da Bruno Alessandro.
Nuovo investitore invitato da Tom per supportare lo sviluppo di Sanditon.
- Samuel Colbourne (stagione 3), interpretato da Liam Garrigan, doppiato da Stefano Crescentini.
Avvocato che vive e lavora a Londra e fratello di Alexander.

### Ricorrenti
- Signor Hankins (stagioni 1-3), interpretato da Kevin Eldon, doppiato da Sergio Lucchetti (stagioni 1-2) e da Mino Caprio (stagione 3).
Vicario nella parrocchia di Sanditon.
- Dott. Maximilian Fuchs (stagioni 1-3), interpretato da Adrian Scarborough, doppiato da Alessandro Budroni.
Medico specialista in idroterapia.
- Fred Robinson (stagione 1), interpretato da James Atherton, doppiato da Leonardo Graziano.
- Augusta Griffiths (stagione 1), interpretata da Elizabeth Berrington, doppiata da Antonella Giannini.
Istitutrice di Georgiana.
- Phillida Beaufort (stagione 1), interpretata da Mollie Holder.
Sorella di Julia.
- Julia Beaufort (stagione 1), interpretata da Kayleigh-Paige Rees, doppiata da Sara Imbriani.
Sorella di Phillida.
- Isaac Stringer (stagione 1), interpretato da Rob Jarvis, doppiato da Luigi Ferraro.
Padre di James e tagliapietre.
- Otis Molyneux (stagioni 1, 3), interpretato da Jyuddah Jaymes, doppiato da Emanuele Ruzza.
Ex fidanzato di Georgiana, allontanato da Sidney perché pensa sia un cacciatore di dote.
- Eliza Campion (stagione 1), interpretata da Ruth Kearney, doppiata da Valentina Favazza.
Vedova ed ex fidanzata di Sidney che giunge a Sanditon per riconquistarlo.
- Beatrice Hankins (stagioni 2-3), interpretata da Sandy McDade, doppiata da Alessandra Korompay.
Sorella zitella del vicario Hankins e nuova istitutrice di Georgiana.
- Leonora "Leo" Colbourne (stagioni 2-3), interpretata da Flora Mitchell.
Figlia di Alexander e cugina di Augusta.
- Augusta Markham (stagioni 2-3), interpretata da Eloise Webb, doppiata da Arianna Vignoli.
Ragazza diciottenne orfana di madre sfacciata e impertinente.
- Signora Wheatley (stagioni 2-3), interpretata da Flo Wilson, doppiata da Alessandra Cassioli.
Governante del signor Colbourne.
- Signora Filkins (stagione 3), interpretata da Becky Brunning.
Abitante di Sanditon nella città vecchia in procinto di essere sfrattata per costruire un hotel.
- Agnes Harmon (stagione 3), interpretata da Sharlene Whyte, doppiata da Laura Romano.
Madre di Georgiana.

## Produzione
La maggior parte delle riprese sono avvenute nel Somerset incluse le città marine di Clevedon, Brean e Weston-super-Mare. Dyrham Park vicino a Bath è stata impiegata come luogo per Sanditon House. Gli interni sono stati girati in alcuni set costruiti al The Bottle Yard Studios a Bristol.
Nel dicembre 2019 ITV annunciò la cancellazione della serie, ma nel maggio 2021 sono state annunciate una seconda e una terza stagione, commissionate a seguito di una collaborazione tra PBS e BritBox. Le riprese sono cominciate nell'estate del 2021. Tuttavia Theo James non tornerà nelle nuove stagioni.

## Distribuzione
La serie è stata trasmessa dal 25 agosto 2019 su ITV nel Regno Unito e dal 12 gennaio 2020 al 23 aprile 2023 su PBS negli Stati Uniti. 
In Italia, la prima stagione della serie è andata in onda dal 18 settembre al 9 ottobre 2020 su La EFFE mentre dalla seconda stagione è stata trasmessa su Sky Serie dal 20 luglio 2022 al 27 dicembre 2023.
In chiaro, va in onda su TV2000 dal 16 gennaio 2022.

## Accoglienza

### Critica
La prima stagione ha ricevuto recensioni generalmente positive dalla critica. Rotten Tomatoes riporta il 65% delle recensioni professionali positive, con un voto medio di 6,10 su 10 basato su 31 critiche. Il consenso critico del sito web indica: «Malgrado un solido inizio, la soap drammatica Sanditon si dissolve rapidamente in niente di più che un'altra stupenda, melodrammatica rappresentazione storica.» Metacritic, invece, ha assegnato un punteggio di 71 su 100 basato su 12 recensioni, indicando "recensioni generalmente positive".
La seconda stagione ha ricevuto recensioni generalmente positive dalla critica. Rotten Tomatoes riporta il 82% delle recensioni professionali positive, con un voto medio di 6,20 su 10 basato su 11 critiche. Metacritic, invece, ha assegnato un punteggio di 65 su 100 basato su 6 recensioni, indicando "recensioni generalmente positive".
La terza stagione ha ricevuto recensioni generalmente positive dalla critica. Rotten Tomatoes riporta il 100% delle recensioni professionali positive, con un voto medio di 6,50 su 10 basato su 6 critiche.